# IJsselstein
Ijsselstein  è una municipalità dei Paesi Bassi di 34 307 abitanti situata nella provincia di Utrecht.